# 漢城旬報
漢城旬報（かんじょうじゅんぽう）は、1883年10月30日に創刊された朝鮮で最初の近代的新聞。政府の機関である「博文局」が発行した。1886年1月25日に創刊された『漢城周報』は、『漢城旬報』の後継紙にあたる。創刊発行の協力者は金玉均。

## 概要
10日に1度発行され、全て漢文で書かれていた。記事の内容は、官報、国内私報（社会面）、各国近事（外信）、市直探報（物価情報）などだった。1392年を紀元とする朝鮮開国年号を使っていた。1884年12月に甲申政変で博文局が焼けて、漢城旬報は廃刊となった。全36号が発行された。
発行は政府の機関である「博文局」。「博文」の意味は大朝鮮国民に広く文学的に読み書きが広がるように、さらに博学的に知識が身につくように、願いを込めた意味がある。
日本国の初代内閣総理大臣伊藤博文の「博文」とは無関係である。

## 発行に至る経緯
1882年10月、壬午事変後に締結された済物浦条約の公式な修信使として朴泳孝らが訪日した。
朴泳孝ら一行は、外務卿井上馨に朝鮮の借款や訪日費用等について相談する一方で、朝鮮改革を唱えていた福澤諭吉とも会見、福澤が朝鮮の独立と啓蒙の為に教育（留学）と新聞の発刊を提案、朴も借款の一部を啓蒙や教育に利用することに同意した。これにより新聞が発刊されることになり、後に徐載弼ら数十名も慶應義塾と士官学校へ留学する運びとなった。
発刊準備に手を貸した福澤は、新聞編集者として牛場卓蔵、高橋正信、印刷工の三輪広蔵、真田謙蔵等を紹介し、牛場らが雇い入れられた。
帰国した朴は1883年1月に漢城判尹（現在のソウル市長）に任命されると、新聞発行のための行動を始め、1883年2月には朝鮮国王から新聞発行の許可が下りた。しかし1883年4月、朴泳孝は朝鮮保守派からの反発から漢城判尹から解任され、新聞も「政治改良」を訴える計画だったことで、新聞発行計画は一時頓挫し、雇用されていた日本人印刷工と途中から新聞発行計画に参加していた福澤門下の井上角五郎以外の日本人は、全員日本へ帰国することとなった。
1883年8月には日本から印刷機と新聞用紙を購入して近代的印刷設備を整えた「博文局」が設置されることになり、1883年10月30日、博文局から『漢城旬報』第1号が発行されるに至った。
1. ↑  明治15年10月19日、花房と同船して済物浦条約履行のために訪日した修信使は、朴泳孝（正史）、金晩植（副使）、徐光範（従事官）である。また、視察目的で閔泳翊、金玉均が随行している。
2. ↑  朴定陽が視察のために来日した前年（1881年）に、福澤からの提案で兪吉濬など23名が日本へ留学している。
3. ↑  軍事訓練所をつくりたいとの朝鮮側の意向により、このとき松尾三代太郎、原田一も雇用されている。

## 参考サイト・出典
- 『한국신문사』(최준, 일조각, 1965)
- 『한국신문사연구』(이해창, 성문각, 1971)
- ｢한성순보(漢城旬報)와 한성주보(漢城周報)에 대한 일고찰｣(이광린, 『한국개화사연구』, 일조각, 1970)
- 19世紀末日韓両語の語彙交流について高麗大学 李漢燮
- 大阪市総合博物館「韓国視覚デザインの歴史」(『漢城旬報』の画像あり)
- ｢한성순보(漢城旬報)내용분석｣(김민환, 『언론문화연구』 1, 전남대학교 신문방송학과, 1983)